# Gitona stuckenbergi
Gitona stuckenbergi är en tvåvingeart som beskrevs av Tsacas 1990. Gitona stuckenbergi ingår i släktet Gitona och familjen daggflugor. Inga underarter finns listade i Catalogue of Life.